# Хуттунен, Иван Матвеевич
Иван Матвеевич Хуттунен (21 сентября 1927 год, деревня Вяхтелево — 20 апреля 2010 год, Вантаа, Финляндия) — прессовщик Петрозаводского домостроительного комбината Министерства лесной, целлюлозно-бумажной и деревообрабатывающей промышленности СССР, Карельская АССР. Герой Социалистического Труда (1966). Депутат Верховного Совета РСФСР 7-го созыва.

## Биография
Родился в 1927 году в финской крестьянской семье в деревне Вяхтелево Красногвардейского района Ленинградской области (сегодня — Гатчинский район). В раннем детстве остался без отца. Во время Великой Отечественной войны его семья была депортирована в Финляндию. В декабре 1944 года вместе с матерью возвратился в СССР и проживал в Центральной России. После войны проживал в Таллине, где окончил автошколу. В 1949 году переехал в Петрозаводск, где устроился на работу водителем на домостроительный комбинат. В середине 1950-х годов получил специальность прессовщика на домостроительном комбинате в посёлке Невская Дубровка. Возвратившись в Петрозаводск, стал работать прессовщиком на местном домостроительном комбинате.
Ежегодно перевыполнял производственный план. Досрочно выполнил задания семилетки (1959—1965). Указом Президиума Верховного Совета СССР от 17 сентября 1966 года за выдающиеся успехи, достигнутые в выполнении заданий семилетнего плана по развитию лесной, целлюлозно-бумажной и деревообрабатывающей промышленности удостоен звания Героя Социалистического Труда с вручением ордена Ленина и золотой медали «Серп и Молот».
Избирался депутатом Верховного Совета РСФСР 7-го созыва от Петрозаводского избирательного округа (1967—1971).
Проработал на предприятии до выхода на пенсию.
В 1999 году выехал на постоянное жительство в Финляндию. Проживал в городе Вантаа, где скончался в 2010 году. Похоронен на кладбище Олари в городе Эспоо.

## Семья
- Сыновья — Владимир, Николай.